# Derivativo
Derivativo é um contrato mútuo no qual se estabelece um valor econômico derivado do seu valor temporal (pagamento futuro) baseado num ativo base como referência ("underlying"). O ativo base pode ser um título financeiro (ação, obrigação, etc.), um valor financeiro (índices, juros, classificação de crédito, etc.) ou um valor materialista (matéria-prima, fronteiras, moedas, commodity, metais nobres, etc.).
O montante de Derivatos é calculado com base no valor assumido por uma variável, tal como o preço de um outro ativo (ação ou commodity), a inflação acumulada no período, a taxa de câmbio, a taxa básica de juros ou qualquer outra variável dotada de significado econômico. Derivativos recebem esta denominação porque seu preço de compra e venda deriva do preço de outro ativo, denominado ativo-objecto.
No início do desenvolvimento dos mercados financeiros, os derivativos foram criados como forma de proteger os agentes econômicos (produtores ou comerciantes) contra os riscos decorrentes de flutuações de preços, durante períodos de escassez e superprodução do produto negociado, por exemplo.
Atualmente, no entanto, a ideia básica dos agentes econômicos, ao operar com derivativos, é obter um ganho financeiro nas operações de forma a compensar perdas em outras atividades econômicas. Desvalorização cambial e variações bruscas nas taxas de juros são exemplos de situações que já ocorreram na economia, nas quais os prejuízos foram reduzidos ou até se transformaram em ganhos para os agentes econômicos que protegeram os seus investimentos realizando operações com derivativos.
Entre os derivativos mais populares encontram-se as opções e, sobre estas, existem diversos modelos teóricos de valorização. Dentre estes modelos, um dos mais difundidos é o Modelo de Black & Scholes, publicado por Robert C. Merton e denominado em honra a Fischer Black e Myron Scholes, cuja formulação rendeu o Nobel de Economia aos seus autores, Merton e Scholes (Black já tinha falecido quando o prêmio foi dado). Os mercados futuros e de opções são extremamente importantes no mercado financeiro. Utilizados por hedgers, especuladores e arbitradores, a sua formação de preços deriva de mercadorias e de ativos financeiros. Os derivativos atualmente ocupam 20 vezes o espaço da economia mundial.
Os contratos de Derivativos podem ser do tipo "Balcão" ("Over The Counter" ou OTC em inglês) ou de Bolsa. Na primeira versão, os parâmetros dos derivativos, bem como a ocorrência ou não de chamada de margem, são livremente negociados entre as partes (em geral pelo menos uma delas é instituição financeira), não havendo qualquer padronização entre os contratos. Na segunda versão - derivativos de bolsa - os parâmetros do contrato são padronizados pela bolsa na qual os instrumentos são negociados, havendo obrigatoriamente chamada de margem. Além disso, neste tipo de modalidade, a bolsa é sempre uma das partes da negociação, responsabilizando-se pela liquidação de todas as operações. também podem ser negociados via CFD ou Contrato por Diferença como também são chamados. Este tipo de contrato permite maior Alavancagem Financeira, uma vez que é necessário pouco ou nenhum desembolso de caixa ao inicio da operação.

## Tipologia
Os principais tipos de contrato derivativo são:
1. A termo — comprador e vendedor se comprometem a comprar ou vender, em data futura, certa quantidade de um bem (mercadoria ou ativo financeiro), a um preço fixado na própria data da celebração do contrato. Os contratos a termo somente são liquidados integralmente na data de vencimento, podendo ser negociados em bolsa e no mercado de balcão.
2. Futuros — contratos em que se estabelece a compra e venda de um ativo a um dado preço, numa data futura. O comprador ou vendedor se compromete a comprar ou vender certa quantidade de um ativo por um preço estipulado numa data futura. No mercado futuro, os compromissos são ajustados diariamente às expectativas do mercado referentes ao preço futuro do bem, por meio do ajuste diário (mecanismo que apura perdas e ganhos), como forma de garantir que as partes honrarão o compromisso. Os contratos futuros são negociados somente em bolsas.
3. De opção — contratos que dão a compradores ou vendedores o direito, mas não a obrigação, de comprar ou vender o ativo relacionado, em um data futura (data do vencimento da opção), por um preço preestabelecido (o preço de exercício da opção, chamado de strike). Tal como num contrato de seguro, o comprador deve pagar um prêmio ao vendedor. Diferentemente dos futuros, o detentor de uma opção de compra (call option) ou de venda (put option) não é obrigado a exercer o seu direito de compra ou venda. Opções do tipo americano podem ser exercidas a qualquer momento, até a data de vencimento;opções do tipo europeu só podem ser exercidas na data de vencimento do contrato. Caso não exerça seu direito, o comprador perde também o valor do prêmio pago ao vendedor.[3]
4. Swaps — contratos que determinam um fluxo de pagamentos entre as partes contratantes, em diversas datas futuras. Negocia-se a troca (em inglês, swap) do índice de rentabilidade entre dois ativos. Por exemplo: a empresa exportadora A tem uma dívida cujo valor é corrigido pela inflação e prevê que terá dólares em caixa. Portanto, ela pode preferir que sua dívida seja atualizada pela cotação do dólar. Já a empresa B, que só vende no mercado interno, tem um contrato reajustado em dólar, e pode preferir usar outro indexador, tal como a taxa de juros. Então, A e B, interessadas em trocar seus respectivos riscos, poderiam firmar um contrato de swap (diretamente ou mediante a intermediação de uma instituição financeira). O swap, no entanto, implica um certo risco. Variações inesperadas nos indexadores das dívidas podem eventualmente prejudicar um dos signatários, prejudicando o outro.[4]  Tal como a operação a termo, a operação de swap é liquidada integralmente no vencimento.